# Tekken Card Tournament
Tekken Card Tournament è un videogioco free-to-play di carte, sia virtuali che fisiche, basato sull'universo videoludico di Tekken. È il secondo gioco della serie ad usare le carte dopo Tekken Card Challenge del 1999. Il gioco è stato annunciato via Twitter da Katsuhiro Harada a metà gennaio 2013. Il 29 dello stesso mese è stata lanciata online solo per i browser internet una versione beta. È stato ufficialmente lanciato il 4 aprile 2013 per iOS, Google Play e poco più tardi Amazon.

## Regole di base

### Carte
Tekken Card Tournament è un gioco di carte collezionabili in cui il giocatore, dopo aver scelto il proprio personaggio di partenza, costruisce il proprio mazzo di carte e sfida altri giocatori e i loro rispettivi deck. Ogni mazzo è composto da 15 carte obbligatorie più una carta potere facoltativa. Il gioco si svolge in duelli 1 contro 1 dove lo scopo è portare a zero i punti salute (HP) dell'avversario, di predefinito 90. Vi sono due tipi di carte:
- Le carte combattimento, massimo e minimo 15 per ogni mazzo
- Le carte potere, massimo 1 per ogni mazzo. Non sono tuttavia obbligatorie per un mazzo completo.

Le carte combattimento si dividono a loro volta in due sottogruppi:
- Punch (pugno)
- Kick (calcio)

Ogni carta combattimento possiede:
- Un nome della mossa in questione propria del personaggio al quale appartiene.
- Un valore numerico che indica la quantità di HP che toglie all'avversario se usata per attaccarlo(H).
- Una gradazione, ovvero un colore. Ogni carta conosce tre versioni della stessa. Bronzo se comune, argento se élite, oro se rara. Più è prezioso il metallo che la identifica, maggiori saranno potenza o effetti. Alcune carte di color nero sono Super Rare (SR) e sono in assoluto le carte più potenti di ogni personaggio.
- Un effetto: molte carte hanno effetti che possono essere attivati da determinate condizioni durante la partita. Se una carta ha un effetto allora è presente anche una clessidra che indica quando l'effetto si attiva, ovvero prima dell'attacco (clessidra piena nella parte superiore) o dopo l'attacco (clessidra piena nella parte inferiore).

Un eventuale simbolo "U" indica che è possibile possedere in un mazzo una e una sola copia della carta. Se è assente il simbolo "U" è possibile avere in un mazzo fino a tre copie della carta.
Le carte potere invece aumentano i punti salute massimi del giocatore che la possiede, oltre ad avere, a volte, effetti sulla partita o sulle carte di entrambi i giocatori. Anche le carte potere conoscono le gradazioni Bronzo, Argento, Oro o Super Rara.
Un mazzo può dirsi completo quando contiene 15 carte proprie di UNO E UN SOLO personaggio. Non possibile creare mazzi misti con carte di personaggi diversi. È possibile invece possedere più di un mazzo anche di personaggi non uguali.

### Svolgimento di una partita
Prima di iniziare un duello i giocatori rivelano, se ne sono in possesso, le proprie carte potere con i loro relativi effetti.
A questo punto ogni giocatore ha a disposizione tre scelte:
- Focus (il giocatore pesca una carta dal mazzo)
- Strike(il giocatore attacca con tutte le carte che ha pescato, se ve ne sono)
- Block (il giocatore "blocca" fino a due carte dell'avversario. Il Block si dice efficace solo se l'avversario effettivamente attacca).

Entrambi i giocatori hanno 10 secondi per fare una scelta. Quando entrambi i giocatori hanno scelto come procedere, palesano la loro scelta all'avversario.
Quando un giocatore sceglie "Focus" pesca una carta dal suo mazzo e la mostra scoperta sul campo da gioco. Se anche l'avversario sceglie "Focus" pesca ugualmente una carta e la posiziona scoperta in maniera opposta e corrispondente a quella dell'avversario. Ogni giocatore può posizionare fino a 5 carte sul campo.
Se un giocatore ha almeno una carta in campo può scegliere all'inizio del turno "Strike", ovvero di attaccare l'avversario con tutte le carte in campo. L'attacco è la somma dei valori numerici di ogni carta che va sottratta al agli HP dell'avversario che subisce l'attacco.
Scegliendo "Block" il giocatore blocca fino a due carte dell'eventuale attacco avversario. Il Block è efficace solo se l'avversario effettivamente attacca.
In base alle scelte di ciascun giocatore le carte (se ne hanno)possono attivare alcuni effetti speciali che modificano il corso della partita (ad esempio "se all'inizio del turno scegli Focus ottieni 10 HP" o "se hai in campo tre o più carte l'avversario ne scarta una").
Quando un giocatore effettua uno "Strike" alla fine del turno scarta tutte le carte che ha usato per attaccare, sia che l'attacco sia andato a buon fine(ovvero tutte le carte hanno attaccato l'avversario), sia che abbia funzionato solo in parte (ad esempio "Strike" con 4 carte ma 2 parate dal "Block" avversario) sia che non abbia funzionato del tutto (attacco con una o due carte entrambe parate da "Block").
Durante una partita possono verificarsi situazioni di stallo ad esempio quando entrambi i giocatori raggiungono le 5 carte in campo e scelgono sempre "Block" ai turni successivi, o un giocatore pur avendo 5 carte in campo, sceglie continuamente (e inutilmente) Focus e l'avversario continua a scegliere "Block". Tali situazioni da regolamento possono protrarsi per un massimo di due turni consecutivi. Al terzo entrambi i giocatori scartano tutte le carte.
La partita termina o quando uno dei due giocatori raggiunge, a seguito di uno "Strike" subìto o a causa dell'effetto di una carta, 0HP o quando entrambi i giocatori sempre per le motivazioni sopra elencate raggiungono 0HP. In quest'ultimo caso la partita finisce in parità.

## Modalità di gioco
Fin dalla beta di fine Gennaio 2013, il gioco presentava una grafica 3D molto simile a quella di Tekken 6 per PSP. Anche i personaggi presentano i costumi e l'aspetto del sesto capitolo della saga così come sono di Tekken 6 le arene in cui si svolgono i duelli. Le carte invece raffigurano immagini prese da Tekken Tag Tournament 2. Durante un duello, nella parte bassa dello schermo vengono visualizzate le carte del giocatore, nella parte alta quelle dell'avversario.
Il gioco presenta tre modalità:
- Arcade: sfida contro il computer. Tre difficoltà disponibili: Facile, Medio, Difficile.
- Battaglia amichevole: sfida online contro altri giocatori. I risultati dei duelli non vengono considerati per la classifica online.
- Campionato Online: come "Battaglia Amichevole" ma i risultati influenzano la classifica online del giocatore.

Per giocare è necessario creare un account o usare un account Facebook. Ogni giocatore poi sceglie un Nickname e un avatar tra quelli proposti dal sistema. Dopo un breve tutorial di Kazuya sulle regole base possiamo subito iniziare a giocare dopo aver scelto un personaggio tra quelli proposti e aver ricevuto il nostro primo mazzo di carte base.
Ogni giocatore possiede un livello di esperienza che aumenta man mano che si gioca grazie ai punti XP che si guadagnano a ogni duello.
Come tutti i Free to Play, il gioco conosce un sistema di valute interne per comprare contenuti aggiuntivi all'interno del gioco. Essi sono:
- Gold: la valuta principale e più facilmente ottenibile dai duelli. Col Gold si possono comprare i pacchetti base all'interno del "Negozio Booster".
- Credit: valuta più rara e preziosa dei Gold. Indispensabili per comprare i pacchetti avanzati.

Per ottenere Gold e Credit basta duellare all'interno del gioco. È possibile inoltre completare una serie di sfide (tipo battere un determinato personaggio tot numero di volte) per ottenere ulteriori ricompense. Ad ogni aumento di livello giocatore si ricevono inoltre Credit aggiuntivi. È possibile comunque eseguire transazioni con valute reali per ottenere immediatamente la quantità di Gold o di Credit che si desiderano.
Per ottenere altre carte il giocatore può vincerle durante i duelli, comprare pacchetti nel "Negozio Booster", comparare singole carte all'interno del mercato o usare la "Fusione".
La fusione consiste nel "fondere" 3 carte uguali e della stessa gradazione per ottenerne un'altra uguale ma di gradazione maggiore. È possibile quindi fondere quindi 3 carte di bronzo per ottenerne una uguale ma d'argento (ad esempio 3 Wind God Fist di Kazuya di bronzo fusi, danno un Wind God Fist d'argento) o 3 carte d'argento per ottenerne una d'oro. Non è possibile fondere carte d'oro. Una fusione di carte Bronzo costa 5000 Gold, una d'argento 20000 Gold.
Ogni giocatore ha a disposizione 5 riquadri di Energia. Per affrontare un duello è necessario averne almeno uno. Ogni duello, indipendentemente dall'esito, consuma un riquadro di energia. Quando tutti e cinque i riquadri sono consumati, il giocatore può comunque continuare a giocare solo nelle modalità Arcade o Battaglia Amichevole, senza tuttavia ricevere alcuna ricompensa. Un ripristino completo della barra Energia avviene dopo circa due ore. È possibile comunque acquistare altra Energia tramite i Credit.

## Personaggi
Al momento del lancio del gioco sono stati resi disponibili i seguenti personaggi:
- Kazuya Mishima
- Paul Phoenix
- Marshall Law
- Panda
- Yoshimitsu
- Ling Xiaoyu
- Nina Williams
- Emilie de Rochefort

Con l'aggiornamento del 1º luglio 2013 è stato reso disponibile Heihachi Mishima che però non può essere scelto all'inizio del gioco.

## Carte
Dall'estate 2013 è possibile acquistare pacchetti di carte reali del gioco. Tali carte possono essere scannerizzate tramite l'applicazione per dispositivi mobili e aggiunte al mazzo di quelle virtuali. È possibile inoltre, oltre che giocare come nella versione virtuale, usarle come base per foto a "Realtà Aumentata" con i personaggi del gioco.